# Milspe (Radevormwald)
Milspe ist eine Ortschaft in Radevormwald im Oberbergischen Kreis im nordrhein-westfälischen Regierungsbezirk Köln in Deutschland.

## Lage und Beschreibung
Der Ort liegt im Norden des Stadtgebiets. Die Nachbarorte heißen Möllersbaum, Lambeck, Lambecker Mühle, Wönkhausen und Niederwönkhausen.
An Milspe fließt der in die Heilenbecketalsperre mündende Bach Heilenbecke, der im Oberlauf auch Lambecke genannt wird, vorbei.
Politisch wird der Ort durch den Direktkandidaten des Wahlbezirks 170 im Rat der Stadt Radevormwald vertreten.

## Geschichte
1325 wird der Ort erstmals in einer Urkunde über den „Verkauf des Gutes Milsepe durch Aleid v. Gockinhove an das Kloster Gevelsberg“ genannt.
Milspe bestand zu Anfang des 18. Jahrhunderts aus zwei getrennten Hofschaften. 1715 wurden diese Höfe auf der Topographia Ducatus Montani als „o. Milzpe“ (heute Milspe) und „u. Milzpe“ bezeichnet. Auf der topografischen Karte von 1892 bis 1894 ist die auf der Höhe von Hardt gelegene Hofschaft „u. Milzpe“ verschwunden.